# Rafu Shimpo
Rafu Shimpo (japanisch 羅府新報 Rafu Shimpō, deutsch ‚Los-Angeles-Nachrichten‘) ist die älteste bilinguale japanisch-englischsprachige Zeitung der USA, die seit 1903 – mit einer Unterbrechung von 1942 bis 1946 – in Little Tokyo, Los Angeles, Kalifornien erscheint.
Die Zeitung startete 1903 als einseitige, vervielfältigte Zeitung in japanischer Sprache, die von Rippo Iijima, Masaharu Yamaguchi und Seijiro Shibuya produziert wurde. 1922 wurde H. T. Komai Verleger der Zeitung. Auf ihn folgten sein Sohn Akira und sein Enkel Michael. Der Name der Zeitung wird im Wesentlichen als „Los Angeles Gebietszeitung“ („ra“, abgekürzt von „rashogiri“, angeblich ein chinesischer Name für Los Angeles, „fu“" bedeutet „Präfektur“ und „shinpo“", eine Bezeichnung für Zeitung) übersetzt. 1926 kam ein englischsprachiger Teil hinzu.
Togo Tanaka, der Herausgeber der englischsprachigen Abteilung der Zeitung, appellierte erfolglos an die Regierung der Vereinigten Staaten, den Druck der Zeitung im Falle eines Krieges mit Japan fortzusetzen. Er überwachte die letzte Ausgabe der Zeitung, bevor er in das Internierungslager Manzanar geschickt wurde.
1942 wurde die Veröffentlichung der Zeitung, aufgrund der Internierung japanischstämmiger Amerikaner eingestellt. 1946 wurde sie, aufgrund Akira Komais Vorsorge und der Loyalität seiner Mitarbeiter, wiederbelebt. Komai sorgte dafür, dass die Miete der Zeitung während des Krieges bezahlt wurde und versteckte die japanischen Letter unter den Dielen.
1993 betrug die Zahl der Abonnenten 20.000 und die Gehälter der 65 Beschäftigten mussten aufgrund der wirtschaftlichen Situation eingefroren werden.
Im März 2010 berichtete die Los Angeles Times, dass die Auflage von Rafu Shimpo auf 11.000 Exemplare gefallen war und die Zeitung Verlust machte. Das Ziel von Gemeindefahrten war es, ihr Geschäft vor dem Ruin zu retten. Am 25. März 2016 veröffentlichte der Verleger Michael Komai einen "offenen Brief", in dem er angab, dass die Zeitung die letzten drei Jahre über 750.000 US-Dollar Verlust gemacht hatte und 2016 voraussichtlich ein Minus von 350.000 US-Dollar machen werde und somit zum Jahresende der Betrieb geschlossen werden müsse, sofern sich nicht die Finanzen bessern würden. 2019 war Rafu Shimpo die letzte zweisprachige japanisch-englische Zeitung im US Mainland.